# Podrta gora
Podrta gora je 2.061 m visoka gora v Julijskih Alpah, za Tolminskim Kukom drugi najvišji vrh v dolgem grebenu Tolminskih gora. Gora, poleg glavnega vrha se v njenem ozkem grebenu nahajata še zahodni Mali vrh (2.015 m) in Vrh Konte (2.014 m), se dviga iznad obsežne planote Spodnje Komne s planino Za Migovcem na severu, oziroma planote Tolminskega Migovca na jugu. Gora se nahaja znotraj Triglavskega narodnega parka.

## Izhodišča
- Bohinj, Ukanc, Koča pri Savici (653 m),
- Tolmin, Tolminske Ravne, planina Razor.

## Vzponi na vrh
Ob vznožju gore poteka več označenih in neoznačenih poti, glavna pot poteka v prečenju njenega južnega pobočja z vzhodno ležeče Škrbine (1.910 m), slednja jo ločuje od Vrha nad Škrbino, proti Tolminskemu Kuku. Sam vrh je dosegljiv s te poti po neoznačeni stezi in delnem brezpotju v lažjem plezanju. Vrh je eden od gorskih ciljev Bohinjske planinske poti.
V bližini gore se nahaja več planinskih postojank, na južni primorski strani Koča na planini Razor (1.315 m), na severni gorenjski strani Dom na Komni (1.520 m) in Koča pod Bogatinom (1.513 m).

## Vir
- Habjan, Vladimir. Brezpotja: najlepše neoznačene poti slovenskih gora. Sidarta, Ljubljana 2009. (COBISS)
- Planinska zveza Slovenije: Zemljevid Julijske Alpe - vzhodni del, 1:50 000